# ماتریس چگالی

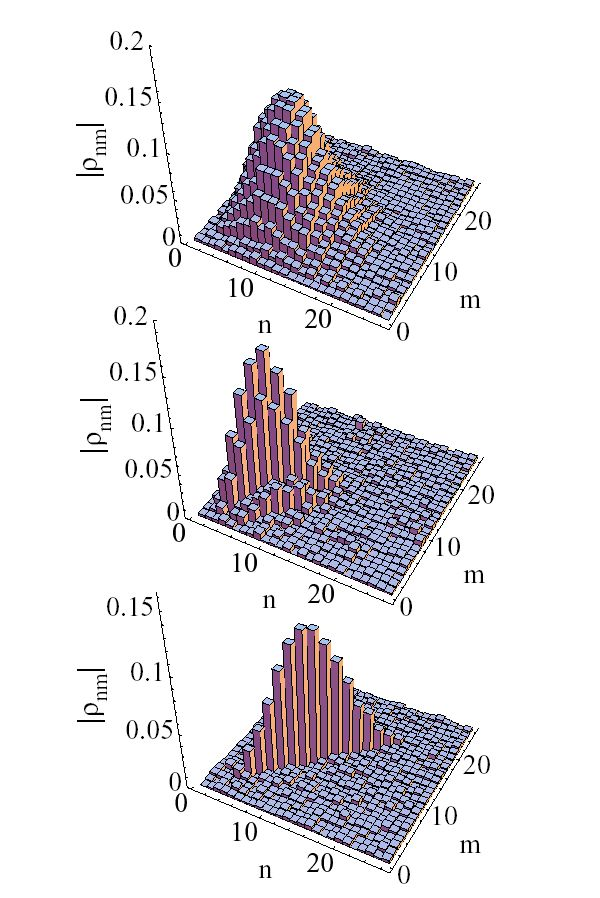
طرح‌واره‌ٔ ماتریس‌های چگالی اندازه‌گیری‌شده از حالت‌های منسجم پراکندهٔ فاز

ماتریس چگالی در مکانیک کوانتومی، یک ماتریس است که یک سامانه کوانتومی که در یک حالت ترکیبی (mixed) است را توصیف می‌کند. چنین حالتی یک آنسامبل آماری از چندین حالت کوانتومی است و با یک حالت خالص (pure) که در آن سیستم کوانتومی با یک بردار حالت توصیف می‌شود تفاوت دارد. ماتریس چگالی مشابه کوانتومی یک توزیع آماری مکان و تکانه در مکانیک آماری کلاسیک است.
هنگام مطالعه سامانه‌های کوانتومی، حالت‌های ترکیبی در شرایطی ظاهر می‌شوند که نمی‌دانیم یا چه حالت خاصی روبه‌رو هستیم. برای نمونه، یک سامانه در تعادل ترمودینامیکی (یا شیمیایی) در چنین حالتی قرار دارد. یک مورد دیگر، شرایطی است که سامانهٔ کوانتومی مورد نظر، از چند زیرسامانه تشکیل شده که درهم‌تنیده هستند. در این شرایط، هر زیرسامانه باید به صورت یک حالت ترکیبی توصیف شود، هرچند سامانه به‌طور کلی در یک حالت معین قرار داشته‌باشد.
ماتریس چگالی، نمایشی از یک عملگر خطی به نام عملگر چگالی است، که با انتخاب یک مجموعه بردارهای پایه به دست می‌آید. رد این عملگر ۱ است. این عملگر، عملگری هرمیتی است که می‌تواند بی‌نهایت بُعدی باشد.

## تعریف
برای یک سامانه با تعداد ابعاد متناهی، عملگر چگالی در حالت کلی چنین است:
{\displaystyle \rho =\sum _{j}p_{j}|\psi _{j}\rangle \langle \psi _{j}|}
که در آن 
pj
ها اعداد حقیقی غیرمنفی هستند و جمع
pj
ها ۱ است.